# Antoni Grabowski (ur. 1967)
Antoni Grabowski (ur. 1967 w Zakopanem) – polski rzeźbiarz, autor scenografii, pedagog ASP w Warszawie.
Syn Antoniego Grabowskiego (ur. 1937), rzeźbiarza i pedagoga PLSP im. Antoniego Kenara w Zakopanem. Absolwent Państwowego Liceum Sztuk Plastycznych im. Antoniego Kenara w Zakopanem (1986). W latach 1986–1991 studiował na Wydziale Rzeźby Akademii Sztuk Pięknych w Warszawie, dyplom w pracowni prof. Piotra Gawrona. W latach 1994–1995 stypendysta (Deutscher Akademischer Austauschdienst) w Akademii Sztuk Pięknych w Düsseldorfie.
Asystent (od 1992) w Pracowni Rzeźby na wydziale Architektury. W 2001 zdobył przewód kwalifikacyjny I stopnia; a od 2003 prowadzi Pracownię Rzeźby na Wydziale Architektury Wnętrz warszawskiej uczelni.
Ważniejsze wystawy, nagrody, realizacje (do 2007 r.):
- 1991 – „Księga I-Dekalog”, Teatr Dramatyczny w Warszawie
- 1991 – „Sacrum” w Częstochowie
- 1991 – Muzeum Kinematografii w Łodzi
- 1992 – Galeria Krytyków „Pokaz” w Warszawie
- 1992 – Galeria „Appendix” w Warszawie (laureat I nagrody w Konkursie Młodych Artystów Polskich na Dzieło Plastyczne zorganizowanym przez Przedstawicielstwo EWG w Polsce)
- 1992 – Galeria „Appendix” w Warszawie-wystawa indywidualna „5000 sztuk”
- 1995 – „Księga II” Grosse Kunst Ausstellung NRW, Düsseldorf (Niemcy)
- 1995 – Galeria Hame – Diehl, Düsseldorf (Niemcy)
- 1996 – Galeria Hame – Diehl Düsseldorf (Niemcy)
- 1998 – Projekt i realizacja otwarcia fabryki papierosów Reemtsma, k. Poznania
- 2001 – Galeria Aula ASP Warszawa
- 2001 – „Wojna w Człowieku”, Centrum Rzeźby Polskiej w Orońsku
- 2003 – Scenografia połączona z prezentacją ludzkich odcisków podczas happeningu muzyczno-teatralnego według Witolda Gombrowicza pt. „Norblin, zakład wytopu snów imieniem Zantmana” w reż. Łukasza Czuja
- 2005 – prezentacja „Ludzkich Odcisków” podczas przedstawienia „Strefa O” Teatr Nowy Praga, Fabryka Trzciny, Warszawa
- 2005 – Scenografia do sztuki Rolanda Topora i Jean Michel Ribes pt. „Bitwy” w reżyserii Łukasza Czuja Teatr na Woli
- 2005 – Udział w Międzynarodowym Festiwalu „Sztuka Ulicy” – Happening „Fantomcyklista 2005”
- 2006 – Udział w Międzynarodowym Festiwalu „Sztuka Ulicy” – „Śniadanie na betonie”
- 2007 – Wykonanie planet Układu Słonecznego na ulicy Krakowskie Przedmieście w Warszawie
- 2007 – Wykonanie rzeźby plenerowej „Byk” (aluminium) na ulicy Leszczyńskiej 1 w Warszawie
- 2007 – Udział w Międzynarodowym Festiwalu „Sztuka Ulicy” – „Odbicie”, Nowe Miasto w Warszawie
- 2007 – „Odbicie”, Galeria Studio Teatr Studio Warszawa